# 黃樹勳
黃樹勳（?—?），清朝政治人物，贵州思南人。同進士出身。
光緒二年（1876年）丙子科貴州鄉試第一名舉人。光緒九年（1883年）癸未科進士，三甲一百六十九名，官四川珙縣知縣。